# Decimoputzu
Decimoputzu ist eine italienische Gemeinde (comune) mit 4170 Einwohnern (Stand 31. Dezember 2023) in der Metropolitanstadt Cagliari auf Sardinien. Die Gemeinde liegt etwa 21,5 Kilometer nordwestlich von Cagliari.

## Geschichte
Kriegergräber im seit etwa 3000 v. Chr. genutzten Hypogäum von Sant’Iroxi im Ortsteil Sant’Iroxi (auch San Giorgio) enthielten einige Bronzewaffen und konnten auf die Zeit ab 1600 v. Chr. datiert werden. Das Fragment eines Elfenbeinköpfchens aus dem 14. Jahrhundert v. Chr., das in der Ortschaft Mitza Pùrdia di Decimoputzo entdeckt wurde, stellt einen der bisher ältesten entdeckten Importe aus dem östlichen Mittelmeerraum auf Sardinien dar.

## Verkehr
Die östliche Gemeindegrenze bildet die Strada Statale 196 di Villacidro.
Beim Ortsteil Sa Doda gibt es einen kleinen Flugplatz (Aviosuperficie) für die Allgemeine Luftfahrt.